# Memorial Sloan Kettering Cancer Center

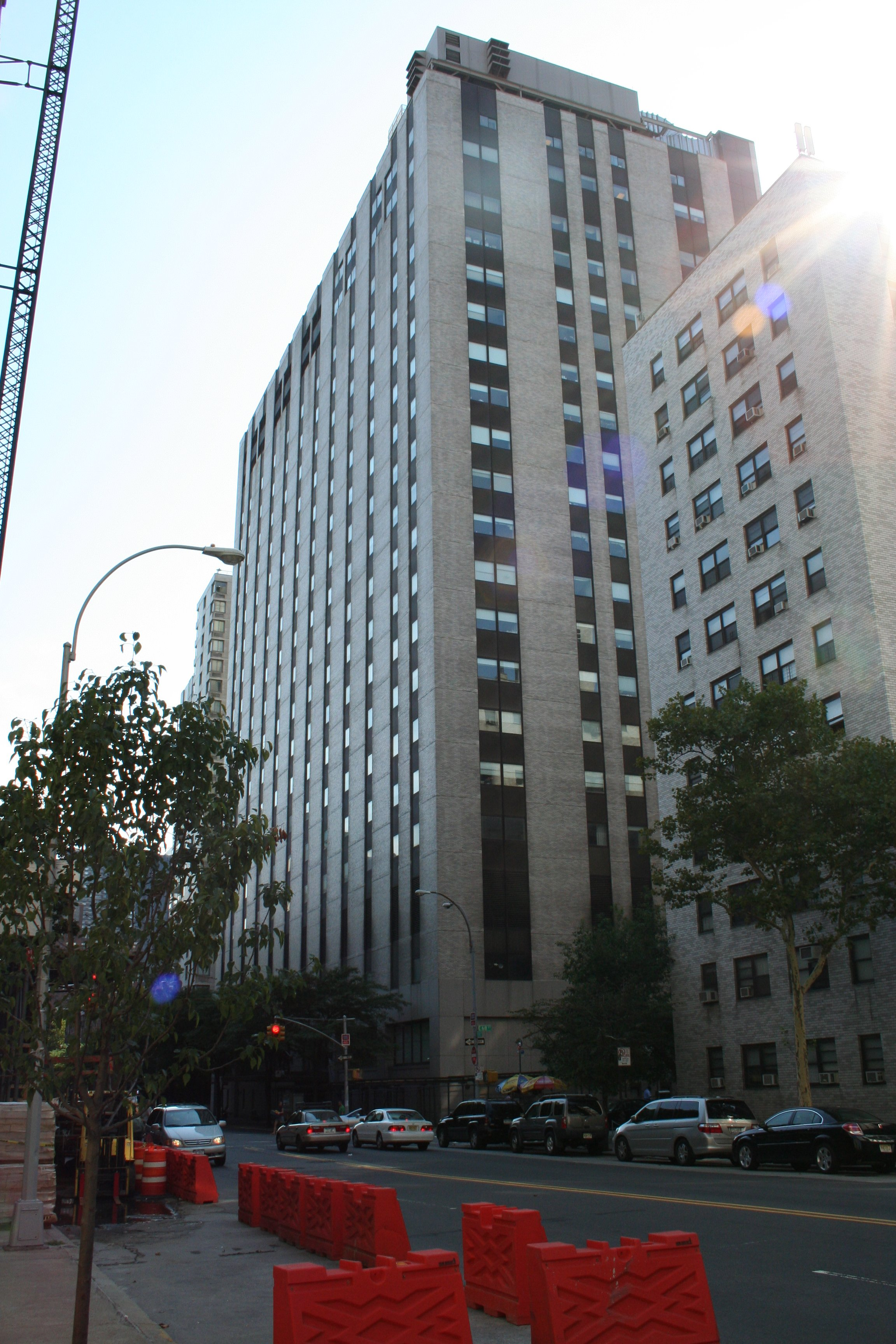
Memorial Hospital, auf dem gegenwärtigen MSKCC Campus, 1275 York Avenue

Das Memorial Sloan Kettering Cancer Center (MSKCC) ist eine private Krebsklinik in New York. Die Klinik befindet sich in Manhattan. Die Ursprünge gehen zurück auf das Jahr 1884. In den 1940er Jahren engagierten sich zwei ehemalige General-Motors-Manager, Alfred P. Sloan und Charles F. Kettering, die seitdem Namensgeber für die Einrichtung sind.

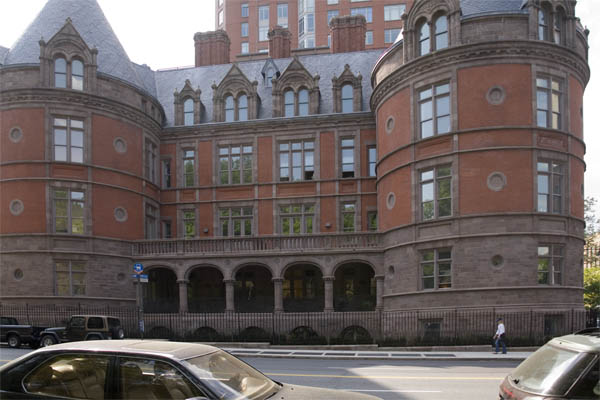
Ursprüngliches New York Cancer Hospital, erbaut 1884–1886, an der 455 Central Park West und 106th Street gelegen, seit 1976 denkmalgeschützt, heute Wohngebäude.

Seit 2010 ist Craig B. Thompson Präsident der Einrichtung; er folgte auf Harold Varmus und Paul A. Marks (1980 bis 1999).
Insbesondere die Chirurgie im MSKCC behandelt in sogenannten Services, das heißt, kleine Teams von Spezialisten kümmern sich jeweils um ihre Patienten. So gibt es spezialisierte Services für Hepatobiliäre Chirurgie, Gastric and Mixed Tumours, Thoraxchirurgie, Brustchirurgie, plastische Chirurgie, Kopf- und Hals-Chirurgie etc.
Auch wissenschaftlich ist das MSKCC im Bereich der Therapie onkologischer Erkrankungen tätig. Viele Beiträge zur Krebstherapie stammen aus dieser Institution. Bereits Anfang der 1940er-Jahre hatte Eleanor Josephine Macdonald hier eine Abteilung für medizinische Statistik aufgebaut, einen Vorläufer der heute üblichen klinischen Krebsregister.

## In der Popkultur
Die Story des Konzeptalbums Hospice der amerikanischen Indierock-Band The Antlers spielt im Palliativtrakt dieser Klinik.
In Episode 7 „Second Opinion“ der dritten Staffel der TV-Serie „The Sopranos“ bringt Tony seinen Onkel Junior für eine Zweitmeinung zu seiner Tumorerkrankung in dieser Klinik.